# PAL-V
PAL-V (расшифровывается как Personal Air and Land Vehicle) — нидерландская компания, разрабатывающая первый в мире серийный летающий автомобиль — PAL-V Liberty.

## PAL-V Liberty

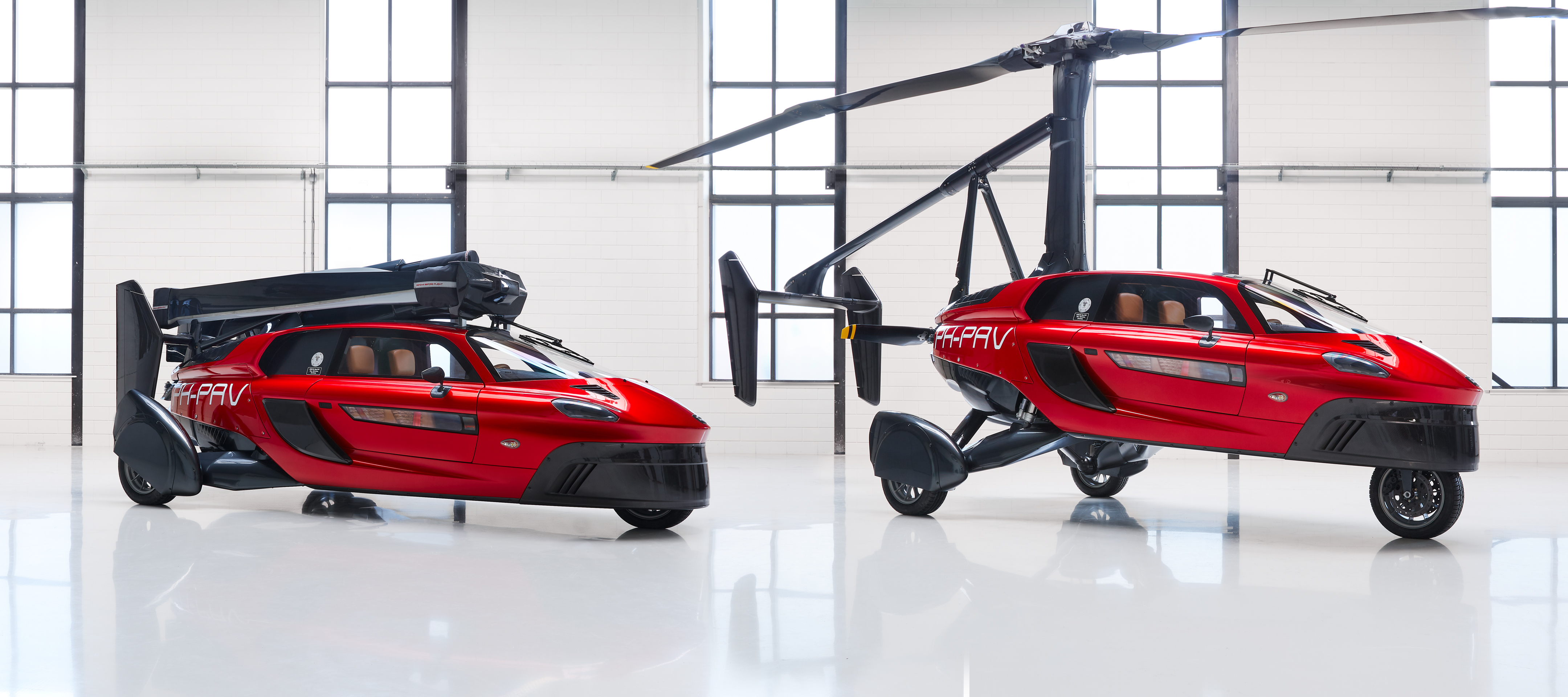
PAL-V Liberty, модификация Sport

Данное транспортное средство является гибридом автомобиля и гироплана, соответственно для управления необходимо иметь права как на управление легковым автомобилем, так и на управление гиропланом.
Майк Стекеленбург, главный инженер компании, заявляет, что «конструкция гироплана не только обеспечивает безопасный и простой в эксплуатации летающий автомобиль, но и позволяет сделать его компактным, что является наиболее важным фактором для создания пригодного для использования летающего автомобиля».
Пока транспортное средство находится на земле, пропеллер находится в сложенном состоянии, а вся мощность передаётся на колёса, которых у автомобиля всего 3.
В 2009 году PAL-V испытал свой первый прототип X1. После успешных испытаний PAL-V приступил к созданию прототипа X2, также известного как PAL-V One. Данный прототип совершил свой первый полет в 2012 году. Предполагаемая цена одного экземпляра в 2012 году составляла около 300 000 евро. После испытаний PAL-V приступил к проектированию своей первой серийной модели летающего автомобиля.
В феврале 2017 года стартовала маркетинговая кампания и было объявлено о скором начале продаж первого коммерческого летающего автомобиля. Серийная модель впервые была публично показана на Женевском автосалоне 6 марта 2018 года.
Существуют две модификации автомобиля: Sport и Pioneer. Pioneer является ограниченной серией из 90 машин. Цена за комплектацию Sport составляет 300 000 евро, а за Pioneer — 500 000 евро. Старт продаж намечен на 2021 год. Что интересно, на официальном сайте указана другая дата — 2022 год.
9 марта 2020 года стало известно, что завод по производству автомобилей PAL-V будет построен в Индии, в штате Гуджарат.